# Krzysztof Tchórzewski
Krzysztof Józef Tchórzewski (Rzążew; 19 de Maio de 1950 — ) é um político da Polónia. Ele foi eleito para a Sejm em 25 de Setembro de 2005 com 8516 votos em 18 no distrito de Siedlce, candidato pelas listas do partido Prawo i Sprawiedliwość.
Ele também foi membro da Sejm 1991-1993, Sejm 1997-2001, Sejm 2005-2007, Sejm 2007-2011, Sejm 2011-2015, Sejm 2015-2019, Sejm 2019-2023, Sejm 2023-2027.